# Sala de Jurats i Justícies
La Sala de Jurats i Justícies de Teulada (Marina Alta, País Valencià), construïda en la segona dècada del segle xvii, en un moment d'expansió urbana, econòmica i demogràfica de la vila. Va ser el primer edifici civil per a les reunions de les autoritats locals de Teulada que va aconseguir tenir la seua pròpia administració municipal separada de Benissa i Calp l'any 1377 i va obtenir el seu propi terme municipal en 1386.
En èpoques posteriors ha passat per diferents restauracions i remodelacions, entre les quals destaca una molt important, a mitjan segle xviii juntament amb la casa presó situada al costat de la Sala. A principi del segle XX pateix etapes alternatives d'encegament i desencegament dels arcs del porxo, obeint a criteris polítics, segons el partit que estava al capdavant del poder.
El pòrtic que presideix l'edifici ha servit en èpoques passades de llotja de contractació i comercial. En altres moments quan els arcs estaven encegats, servia primer local per als assajos de la banda de música municipal i posteriorment com a oficines municipals.
La Sala, nom popular d'aquest edifici, és una mostra d'arquitectura civil del segle xvii que està orientada cap al sud i edificada en pedra "tosca", la planta és rectangular i d'una sola crugia. Aquesta orientació va afavorir el disseny l'any 1639 d'un rellotge de sol que durant segles ha marcat el temps sobre les seues pedres.
En alçat té una estructura rectangular apaïsada, amb baix i principal, accentuant l'horitzontalitat el coronament del ràfec i una imposta que travessa la façana per sota de les finestres i per sobre del forjat, construït en modelat.
El frontis té una simetria harmoniosa amb una balconada central i dues finestres rectangulars en vertical, coincidint en la part baixa amb els tres arcs de tipus carpanell. El conjunt de característiques d'aquesta construcció, així com la d'altres edificis similars que hi ha a la comarca i en altres zones del País Valencià, ens recorden llunyanament les "loggia" renaixentistes italianes, englobades totes elles dins d'uns plantejaments d'entendre l'arquitectura a la manera mediterrània.